# عمارة الجزيرة العربية
عمارة الجزيرة العربية هي نمط العمارة المتّبع والسائد في الجزيرة العربية جغرافياً أو المناطق التي تتبعها سياسياً.

## عمارة شرق الجزيرة العربية
تتميز العمارة في شرق الجزيرة العربية بالعملية في البناء، وتمتد عبر إقليمي البحرين (القطيف والأحساء وجزيرة البحرين) وعمان (سلطنة عمان والإمارات العربية المتحدة).
حواضر شرق الجزيرة العربية الكبرى هي المدن الممتدة من الكويت شمالا حتى عمان في الجنوب.

## البيوت
تتميز البيوت في شرق الجزيرة العربية لا سيما في منطقة الإحساء بالتالي:
المكونات:
- الروازن
- مواد البناء:
- الطوب اللبن
- الفروش (الحجر البحري)، ويستخدم في بناء الحوائط وفي تبليط الأرضيات.
- النورة
- الصاروج
- أخشاب الجندل (تسمى كذلك المانغروف أو القرم)
- أخشاب الباسجيل  (شرائح البامبو)
- الباري، مفردها بارية: حصير من القصب.

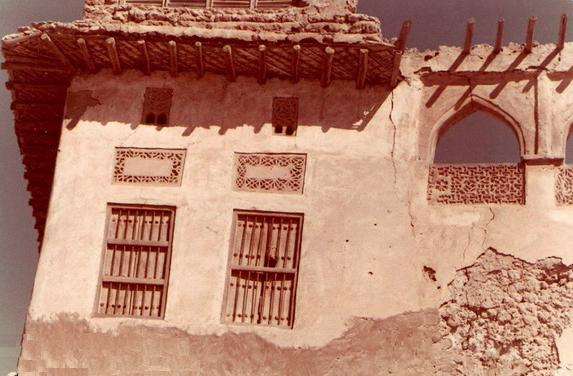
إحدى منازل قلعة القطيف، شرق المملكة العربية السعودية.
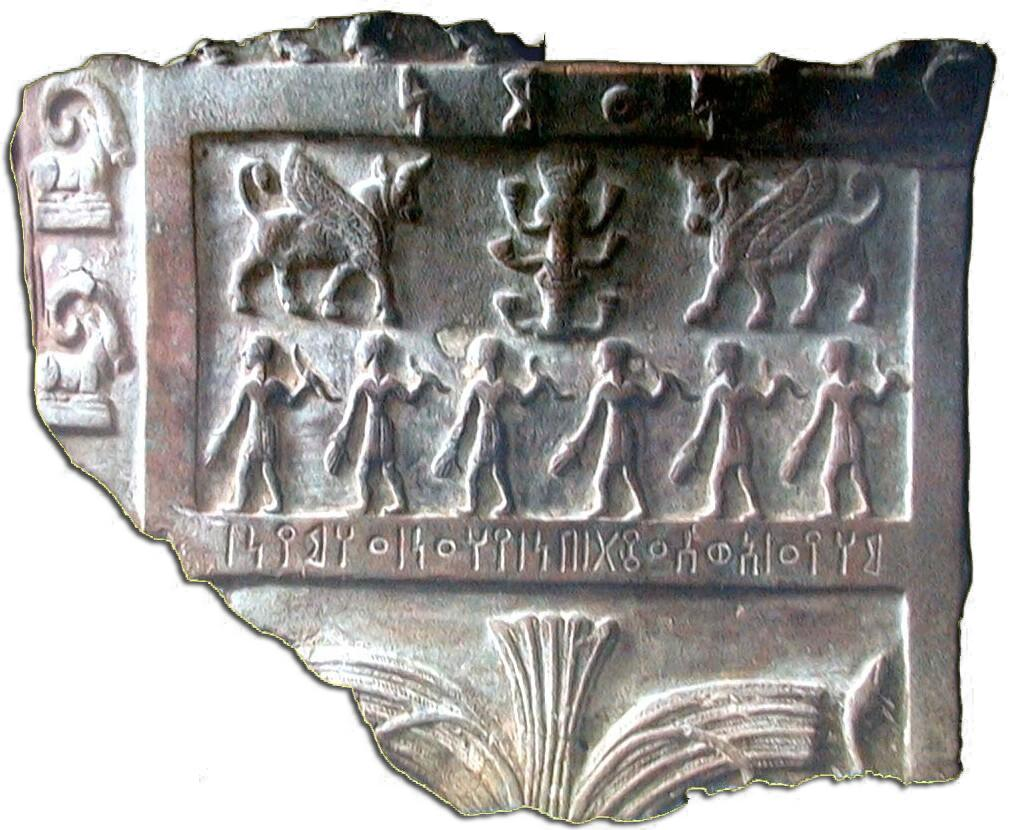
رفع القسي أثناء الاحتفال بالنصر، مملكة سبأ.